# Nadleśnictwo Biłgoraj
Nadleśnictwo Biłgoraj – jednostka organizacyjna Lasów Państwowych podległa Regionalnej Dyrekcji Lasów Państwowych w Lublinie. Siedziba nadleśnictwa znajduje się w Biłgoraju, w powiecie biłgorajskim, w województwie lubelskim.
Nadleśnictwo obejmuje część powiatów biłgorajskiego, janowskiego i zamojskiego w województwie lubelskim oraz niżańskiego w województwie podkarpackim.

## Historia
Nadleśnictwo Biłgoraj pojawia się w dokumentach już w 1918, tuż po odzyskaniu przez Polskę niepodległości. Formalnie jednak powstało na podstawie rozporządzenia Ministra Rolnictwa i Dóbr Państwowych z dnia 27 stycznia 1925 poz. 93 o utworzeniu nadleśnictw w lasach państwowych, które ukazało się w Monitorze Polskim nr 24. Znajdowało się wówczas na obszarze Dyrekcji Lasów Państwowych w Radomiu. Powierzchnia nadleśnictwa wynosiła wówczas ok. 8500 mórg. W skład nadleśnictwa wchodziły leśnictwa: Gromada, Rapy Dylańskie, Maziarze, Wola, Kociełki i Krasny Staw. W 1945 roku Nadleśnictwo Biłgoraj obejmowało swoim zasięgiem 9335 ha (w tym 4532 ha pow. leśnej). W latach 1945–1947 włączono do nadleśnictwa lasy bezpańskie i poukraińskie a także majątki właścicieli prywatnych na podstawie tzw. ustaw nacjonalizacyjnych. Były to ziemie pochodzące z okolicznych wsi. 
1 stycznia 1973 do nadleśnictwa Biłgoraj przyłączono nadleśnictwa Huta Krzeszowska i Tarnogród (w niemal w całości stanowiące znacjonalizowane lasy byłej Ordynacji Zamojskiej). 31 grudnia 1991 nadleśnictwo Biłgoraj przekazało obręb Tereszpol do nadleśnictwa Zwierzyniec.

## Ochrona przyrody
Na terenie nadleśnictwa znajduje się jeden rezerwat przyrody - Obary.
W ostatnim trzydziestoleciu najpoważniejsze szkody w drzewostanie były spowodowane gradacją brudnicy mniszki (1993 - 1994) oraz nadmiernymi opadami mokrego śniegu w listopadzie 1999.

## Drzewostany
Typy siedliskowe lasów nadleśnictwa (z ich udziałem procentowym):
- bór świeży 36%
- bór wilgotny 30%
- bór mieszany świeży 12%
- bór mieszany wilgotny 10%
- bór bagienny 5%
- las 5%
- ols 2%

Gatunki lasotwórcze lasów nadleśnictwa (z ich udziałem procentowym):
- sosna 92,28%
- olsza 3,87%
- jodła 1,59%
- brzoza 1,26%
- dąb 0,44%
- świerk 0,22%
- inne 0,34%

Przeciętna zasobność drzewostanów nadleśnictwa wynosi 256 m³/ha, a przeciętny wiek 65 lat.